# Arqueologia de dados
Arqueologia de dados refere-se à arte e ciência de recuperar os dados de computador codificados e/ou criptografados agora obsoletos meios ou formatos. Arqueologia de dados também pode se referir a recuperação de informações a partir formatos eletrônicos danificados após um desastre natural ou feita pelo homem.
O termo apareceu originalmente em 1993, como parte do Arqueologia Global de Dados Oceanográficos e Projeto de Resgate (GODAR). O impulso inicial para dados de arqueologia surgiu da necessidade de recuperar registos informáticos das condições climáticas armazenados nas fitas magnéticas de computadores antigos, que pode fornecer evidência valiosa para o teste de teorias de mudança do clima. Estas abordagens, permitiu a reconstrução de uma imagem do Ártico, que tinha sido capturado pelo satélite Nimbus 2  em 23 de setembro de 1966, em uma alta resolução nunca antes vista a partir deste tipo de dados.
A NASA também utiliza os serviços da arqueologia de dados para recuperar as informações armazenadas na década de 1960, a época das vindimas de fitas de computador, como exemplificado pelo Projeto de  Recuperação da Imagem do Orbital Lunar (LOIRP).

## Recuperação
Também é importante fazer a distinção em arqueologia de dados entre a recuperação de dados, e dados de inteligibilidade. Podemos ser capazes de recuperar os dados, mas os dados podem não ser entendidos. Para a arqueologia de dados para ser eficaz, os dados devem ser inteligíveis.

### Recuperação em desastres
Arqueólogos de dados também pode usar a recuperação de dados após desastres naturais, como incêndios, enchentes, terremotos, ou até mesmo furacões. Por exemplo, em 1995, durante o Furacão Marilyn o  Laboratório Nacional de Mídia ajudando o "National Archives and Records Administration" na recuperação de dados em risco devido a danos no equipamento. O hardware foi danificado pela chuva, a água salgada e a areia, mesmo assim, ainda foi possível limpar alguns dos discos e remonta-los com novos computadores, e assim, salvar os dados.

### Técnicas de recuperação
Ao decidir se deve ou não tentar recuperar os dados, o custo deve ser levado em conta. Se há bastante tempo e dinheiro, a maioria dos dados poderão ser recuperados. No caso de gravação magnética, que são o tipo mais comum usado para armazenamento de dados, existem várias técnicas que podem ser usadas para recuperar os dados, dependendo do tipo de dano.:17
A umidade pode causar fitas magnéticas se tornarem inutilizável, pois elas começam a se deteriorar e se tornarem pegajosas. Neste caso, um tratamento com calor pode ser aplicado para corrigir esse problema, fazendo com que o problema com os óleos e resíduos  serem reabsorvidos pela fita ou evaporar-se da superfície da fita. No entanto, isso só deve ser feito para fornecer acesso aos dados, de modo que pode ser extraído e copiado para um meio que é mais estável.:17–18
Perda de lubrificação é outra fonte de dano para as fitas. Isso é mais comumente causado por uso intenso, mas também pode ser um resultado de armazenamento impróprio ou evaporação natural. Como um resultado do uso intenso, alguns dos lubrificantes podem permanecer nas cabeças de leitura-escrita  que, em seguida, recolhe o pó e as partículas. Isso pode danificar a fita. A perda de lubrificação podem ser resolvidas através da re-lubrificação das fitas. Isso deve ser feito com cautela, como o excesso de re-lubrificação pode causar fita de derrapagem, o que pode levar erro de leitura da mídia e a perda de dados.:18
A exposição à água irá danificar as fitas ao longo do tempo. Isso muitas vezes ocorre em uma situação de desastre. Se o meio é salgado ou água suja, ela deve ser lavada em água doce. O processo de limpeza, lavagem e secagem de fitas molhadas  deve ser feito em temperatura ambiente, a fim de evitar danos que podem ser causados pelo calor. Fitas mais antigas devem ser recuperadas antes de fitas mais recente , pois elas são mais suscetíveis a danos causados pela água.:18

## Prevenção
Para evitar a necessidade de arqueologia de dados, criadores e detentores de documentos digitais devem tomar o cuidado de empregar a preservação digital.